# Гетьман Анатолій Павлович
Анатолій Павлович Гетьман (нар. 18 липня 1958, Зідьки, Зміївський район, Харківська область, Українська РСР, СРСР) — радянський і український вчений-правознавець, фахівець в галузі екологічного права. Доктор юридичних наук (1995), професор (1997), академік Академії правових наук України (2004), Заслужений діяч науки і техніки України (2003), лауреат Державної премії України в галузі науки і техніки (2012). Ректор (з 2020), проректор з навчальної (2001—2007) та наукової (2007—2020) роботи, завідувач кафедри екологічного права (2011—2015) Національного юридичного університету імені Ярослава Мудрого.

## Біографія
Анатолій Гетьман народився 18 липня 1958 року в селищі міського типу Зідьки Зміївського району Харківської області. Вищу освіту здобув у Харківському юридичному інституті, який закінчив у 1983 році. Після закінчення цього вузу залишився у ньому у якості стажиста-дослідника, і у 1985 (за іншими даними в 1983) році вступив до аспірантури рідного вишу.
У 1986 році Анатолій Павлович закінчив аспірантуру і залишився працювати у Харківському юридичному інституті. Послідовно обіймав посади асистента, старшого викладача і доцента кафедри екологічного права. Був заступником декана одного з факультетів вузу. У 1992 році вступив до докторантури у Українській юридичній академії (до 1990 року — Харківський юридичний інститут), яку закінчив в 1995 році.
Після закінчення докторантури працював у структурних підрозділах Академії правових наук України, з 1995 року очолював Управління планування та координації правових досліджень, а у 1998 році став виконуючим обов'язки головного вченого секретаря цієї академії, і залишався на цій посаді до 2001 року. Також, у 1998 році увійшов до складу Експертної ради з юридичних наук Вищої атестаційної комісії України.
З 2001 року працював на керівних посадах у Національній юридичній академії України імені Ярослава Мудрого (до 1995 року Українська юридична академія), спочатку був проректором з навчальної роботи, а з 2007 по 2020 рік був проректором з наукової роботи. Поєднував адміністративну роботу з науково-викладацької на кафедрі екологічного права цього вузу, був доцентом, професором та з 2011 по 2015 рік — завідувачем кафедри. Також, був куратором студентського наукового гуртка при цій кафедрі.
З 2002 по 2007 рік очолював Експертну раду з юридичних наук Вищої атестаційної комісії України, а у 2008 році його було обрано головою спеціалізованої вченої ради Національної юридичної академії України імені Ярослава Мудрого. У 2014 році Гетьман був призначений головою Експертної ради з проведення експертизи дисертацій з юридичних наук Міністерства освіти і науки України. У тому ж році став віцепрезидент Федерації шахів України. Також був президентом шахового спортивного клубу «Юридична академія» Національного юридичної юридичного університету імені Ярослава Мудрого.

### Ректор
26 листопада 2020 року у Національному юридичному університеті імені Ярослава Мудрого (до 2010 року — Національна юридична академія України імені Ярослава Мудрого) відбулися вибори ректора. На цю посаду крім Анатолія Гетьмана претендувало ще чотири кандидати: В. В. Богуцький, В. А. Величко, Є. М. Попович і В. В. Россіхін. За результатами виборів перемогу здобув А. П. Гетьман, який набрав 686 голосів з 832 можливих (82,45 %). При цьому, чинний ректор В. Я. Тацій, який очолював цей вуз з 1987 року, не висував свою кандидатуру на ці вибори.
28 грудня 2020 року міністр освіти і науки України Сергій Шкарлет своїм наказом призначив Анатолія Павловича ректором Національного юридичного університету імені Ярослава Мудрого, на період з 29 грудня 2020 року по 28 грудня 2025 року. 5 січня 2021 року на розширеному засіданні вченої ради Національного юридичного університету імені Ярослава Мудрого презентував програму по його розвитку на наступні п'ять років.
На початку 2021 року був обраний головою вченої ради очолюваного ним вузу.

## Наукова діяльність
У коло науково-дослідницьких інтересів Анатолія Павловича входять ряд питань в галузі екологічного права та еколого-процесуального права, зокрема: методологія цієї науки, екологічні права людини, імплементація міжнародних екологічних стандартів в українське законодавство, а також земельне право.
У 1986 році Анатолій Гетьман захистив дисертацію на тему «Правове регулювання діяльності обласних інспекцій республіканських комітетів з охорони навколишнього середовища та використання природних ресурсів» на здобуття наукового ступеня кандидата юридичних наук, а в 1995 році — дисертацію на здобуття докторського ступеня за темою «Еколого-процесуального правова теорія: проблеми становлення і розвитку». Вчителями Анатолія Павловича були професори Ю. А. Вовк і В. К. Попов, який був його науковим консультантом під час роботи над докторською дисертацією. У 1997 році Гетьман отримав вчене звання професора, а у 2000 і 2004 роках, відповідно, був обраний членом-кореспондентом і академіком (з 2010 року Національної) Академії правових наук України.
Займається підготовкою вчених-правознавців, станом на 2014 рік був науковим керівником у 13 кандидатів юридичних наук і науковим консультантом в одного доктора юридичних наук.
Станом на 2009 рік був автором близько 150 наукових праць, на 2014 рік — більш ніж 200 наукових праць, і на 2018 — близько 350 наукових праць. Основними науковими працями, автором або співавтором яких був А. П. Гетьман є: «Процесуальні норми і відносини в екологічному праві» (1994), «Екологічне право України. Загальна частина» (співавтор; 1995), «Екологічне право України. Особлива частина» (співавтор; 1996), «Вступ до теорії еколого-процесуального права» (1998), «Екологічне право України» (співавтор підручника; 2001, 2005 і 2009), «Земельний кодекс України. Коментар» (співавтор, 2002, 2004 і 2007), «Земельний кодекс України. Науково-практичний коментар» (співавтор; 2003 і 2006), «Регіональний екологічний контроль: теорія правового регулювання» (співавтор; 2004), «Правова система України: історія, стан та перспективи: у 5 т. Т. 4. Методологічні основи розвитку екологічного, земельного, аграрного та господарського права» (співавтор монографії; українською — 2008, російською — 2011 та англійською мовами — 2012), «Науково-практичний коментар до Лісового кодексу України» (2009), «Тваринний світ України: правова охорона, використання і відтворення» (співавтор, 2010), «Словник юридичних термінів екологічного законодавства України» (співавтор; 2010), «Правове виховання в сучасній Україні» (співавтор монографії; 2010), «Науково-практичний коментар до Закону України „Про охорони атмосферного повітря“» (співавтор; 2011), «Договір як універсальна правова конструкція» (співавтор монографії; 2012), «Правове регулювання екологічних, аграрних та земельних відносин в Україні: сучасний стан та напрями вдосконалення» (співавтор монографії; 2012), «Науково-практичний коментар Кодексу України „Про надра“» (співавтор; 2012), «Правова доктрина України: в 5 т. Т. 4. Доктринальні проблеми екологічного, аграрного та господарського права» (співавтор монографії; 2013) і «Правові проблеми екологічної політики Європейського союзу і України» (монографія співавтор; 2014).
Брав участь у написанні статей для ряду енциклопедичних видань, у тому числі для Юридичної енциклопедії і Великої української юридичної енциклопедії.
Також входить до складу наукових рад, редакційних рад та редакційних колегій таких наукових періодичних видань як: «Право України», «Проблеми законності», «Бюлетень Міністерства юстиції України», «Бюлетень Національної служби посередництва і примирення», «Екологічний вісник України», «Судово-медична експертиза», «Вісник Національного юридичного університету ім. Ярослава Мудрого. Серія: Філософія, філософія права, соціологія, політологія», «Вісник Національного юридичного університету ім. Ярослава Мудрого. Серія: Економічна теорія та право», «Теорія і практика правознавства» (електронне видання Національного юридичного університету ім. Ярослава Мудрого), «Юрист України», «Соціологія права» і журналів проєкт «SWorld».
Крім наукової діяльності, брав участь у створенні низки проєктів Законів України, серед яких були: Водний, Земельного та Лісового кодексів України, а також «Про екологічний аудит» та «Про ринок земель».

## Нагороди
Державні:
- Орден «За заслуги» III ступеня (Указ Президента України від 4 жовтня 2013) — «за значний особистий внесок у розвиток національної освіти, підготовку кваліфікованих фахівців, багаторічну педагогічну діяльність, високий професіоналізм»[25];
- Державна премія України в галузі науки і техніки (Указ Президента України від 18 травня 2012) — «за цикл наукових праць „Правова система України: історія, стан, перспективи в п'яти томах — Х: Право, 2008“»[26] ;
- Почесне звання «Заслужений діяч науки і техніки України» (Указ Президента України від 19 листопада 2003) — «за значний особистий внесок у розвиток юридичної науки, підготовку висококваліфікованих юристів, багаторічну наукову та педагогічну діяльність»[27];

Урядові, відомчі, регіональні:
- Почесна грамота Верховної Ради України (2009);
- Почесна відзнака Верховного Суду України «За вірність закону» (20 листопада 2012);
- Почесна відзнака Міністерства закордонних справ України III ступеня (2008);
- Почесний знак — пам'ятна медаль «10 років МВС України» (2001);
- Відзнака МВС України «За сприяння органам внутрішніх справ України» (2005);
- Відзнака МВС України «За сприяння органам внутрішніх справ України» (2010);
- Цінний подарунок Служби безпеки України (2011);
- Відзнака Державної судової адміністрації України (20 листопада 2012)[28];
- Почесний громадянин Харківської області (Рішення Харківської обласної ради від 31 серпня 2017)[29];
- Почесна грамота Харківської обласної державної адміністрації (2006);
- Почесна грамота Харківської обласної державної адміністрації (2008);
- Почесна грамота Харківської міської ради (2008);
- Почесна грамота Харківської міської ради (28 травня 2013) — «за високі спортивні досягнення, професіоналізм, прагнення до перемоги, піднесення міжнародного авторитету країни, популяризацію фізичної культури і спорту в місті Харкові та Україні»[30] ;
- Стипендіат стипендії імені Василя Пилиповича Маслова Харківської обласної державної адміністрації (2012);
- Почесний громадянин Харківської області (2017)[31].

Громадські та наукові:
- Премія імені Ярослава Мудрого (4 листопада 2003) — «за цикл робіт з екологічного, земельного та аграрного права»[32];
- Премія імені Ярослава Мудрого (2009);
- Почесне звання «Почесний професор Запорізького національного університету» (27 січня 2015) — «за вагомий особистий внесок у формування кадрового потенціалу юридичного факультету Запорізького національного університету та популяризацію результатів його наукових досліджень в освітньому та науковому середовищі»[33];
- Премія імені Святого Володимира за краще науково-правознавче видання в Україні (2014 року);
- Почесний знак Української секції Міжнародної поліцейської асоціації (2011);
- Відзнака Міжнародної Академії рейтингових технологій і соціології «Золота Фортуна» (2011);
- Відзнака Союзу юристів України «Видатний юрист України» (2010);
- Почесне звання Союзу юристів України «Видатний юрист України» (2013);
- Ювілейна грамота Асоціації органів місцевого самоврядування Харківської області (2017)[34];
- Почесний знак «Орден Національного юридичного університету імені Ярослава Мудрого III ступеня» (18 листопада 2015)[35];
- Почесна грамота Союзу юристів України (8 жовтня 2020) — «за вагомий особистий внесок у становлення правової держави, зміцнення законності і правопорядку, захист конституційних прав і свобод громадян, добросовісності плідну працю, високий професіоналізм та з нагоди Дня юриста»[36];
- Почесний громадянин Харківської області (2017)[37].